# Karta specjalisty administracyjnego
Karta specjalisty administracyjnego (KSA) – dokument umożliwiający identyfikację i uwierzytelnienie specjalistów administracyjnych (tj. osób wykonujących zadania z zakresu ewidencji i rozliczania świadczeń opieki zdrowotnej oraz osób udzielających świadczenia opieki zdrowotnej, innych niż wskazane w art.14a ust. 1 ustawy z dnia 28 kwietnia 2011 r. o systemie informacji w ochronie zdrowia) na potrzeby udzielania świadczeń opieki zdrowotnej. KSA może być użyta do składania podpisu elektronicznego, identyfikacji i uwierzytelnienia w systemach informatycznych lub potwierdzenia autentyczności dokumentu, a także do realizacji czynności weryfikującej uprawnienia świadczeniobiorcy do świadczeń opieki zdrowotnej albo potwierdzania prawidłowości i kompletności danych służących do ewidencji i rozliczenia świadczeń opieki zdrowotnej.
KSA zawiera następujące dane identyfikacyjne posiadacza: imię i nazwisko, PESEL.
KSA, podobnie jak Karta ubezpieczenia zdrowotnego i Karta specjalisty medycznego, jest przewidziana w projekcie ustawy o zmianie ustawy z dnia 28 kwietnia 2011 r. o systemie informacji w ochronie zdrowia oraz niektórych innych ustaw. Według projektu ustawy KSA będzie wydawana w Polsce w 2016 r.